# アリック日進
アリック日進（アリックにっしん、ALiC日進）は、神奈川県を拠点として展開していた家電量販店。運営母体は日進株式会社（本社：神奈川県横浜市）。

## 概要
1947年（昭和22年）9月に設立。ALiCは、Art & Living Creatorの文字から採られた。キャッチフレーズは「家電とホビーの専門店」。
かつては横浜駅西口本店の他、秋葉原店、横浜駅店（CIAL内）、鶴見西口店、川崎駅店（川崎BE内）、大船店があり、ローカルでCMも放送していたが、現在は創業地の生麦店のみを残す。生麦店も通常の電器店としての営業ではなく、古くからの常連客からの要望への対応のみを1人で行っているという状況である。
ホビーショップは本店、川崎駅店のみの展開であったが、両店の閉店を受けてその機能を大船に移した。家電量販店とホビーショップの組み合わせという形では先駆者的な存在である。

## 営業中の店舗
- 生麦店 - 京急本線生麦駅すぐ

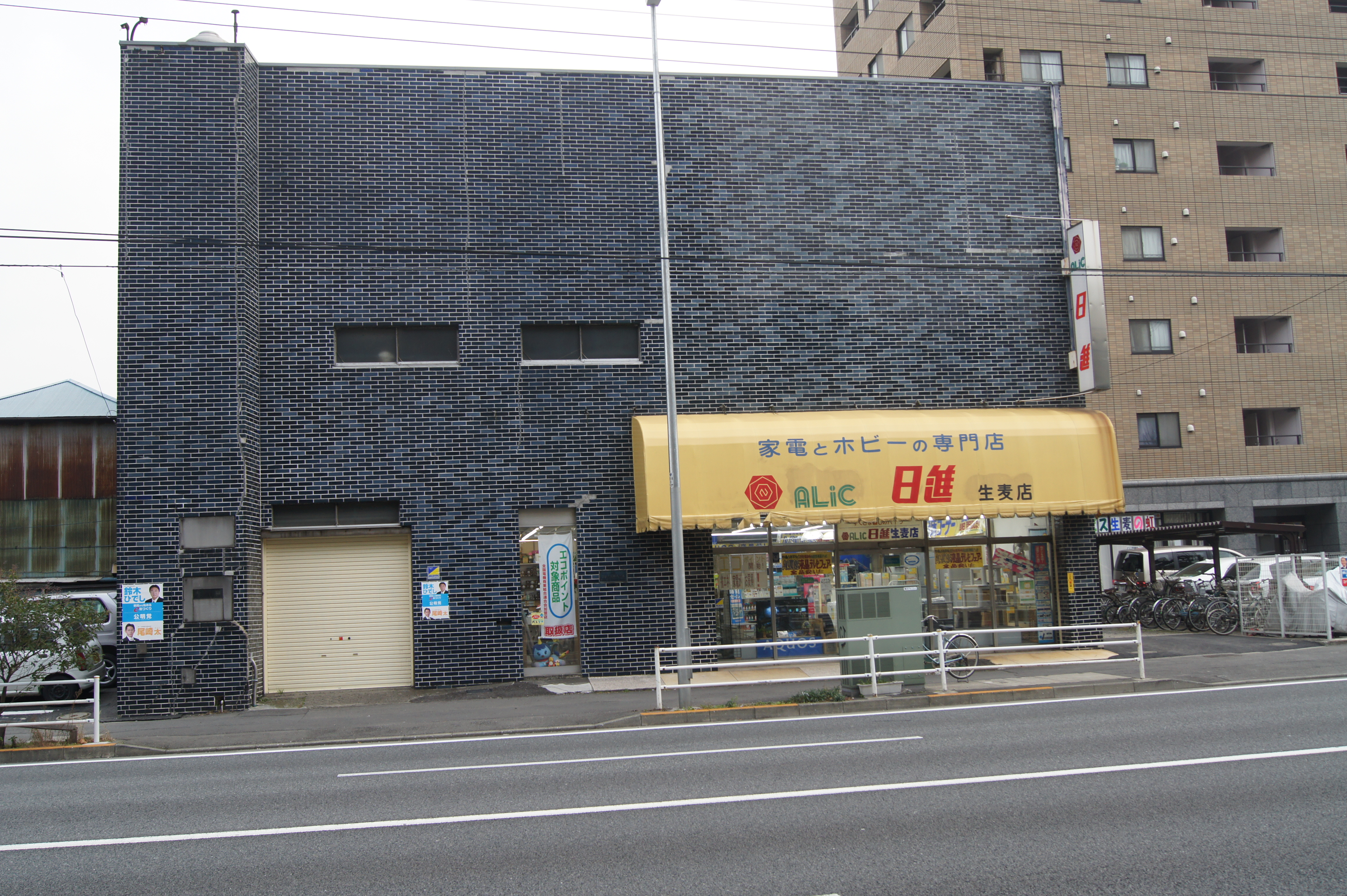
ALiC日進生麦店

## 閉店した店舗
- 横浜駅西口本店 - 2000年閉店。その後2001年3月23日にファッションビル「コムサストア」としてリニューアル[2]、さらに後にヨドバシカメラ横浜店AV・家電総合館（後に三越横浜店跡にヨドバシ横浜として移転）を経て現在はドン・キホーテ横浜西口店。ビルの名称は現在も「ALiC日進ビル」である（後述）。
- 横浜駅店 - 1993年閉店、CIAL内。
- 鶴見西口店 - 2001年10月閉店、現在はフィットケア・デポ、以前はドン・キホーテの小型店”ピカソ”。こちらもビルの名称は現在も「ALiC日進ビル」である。
- 川崎駅店 - 2003年頃閉店、川崎BE（現在のアトレ川崎）内。
- 大船店 - 2012年3月7日閉店。現在は同社が管理する駐車場のみが営業しており、店舗建物は駐車場の管理室として使用されている。ビルの名称は現在も「ALiC日進ビル」である。
- 秋葉原店 - 萬世ビル内にあった。1996年頃閉店。現在はビッグアップル秋葉原店。

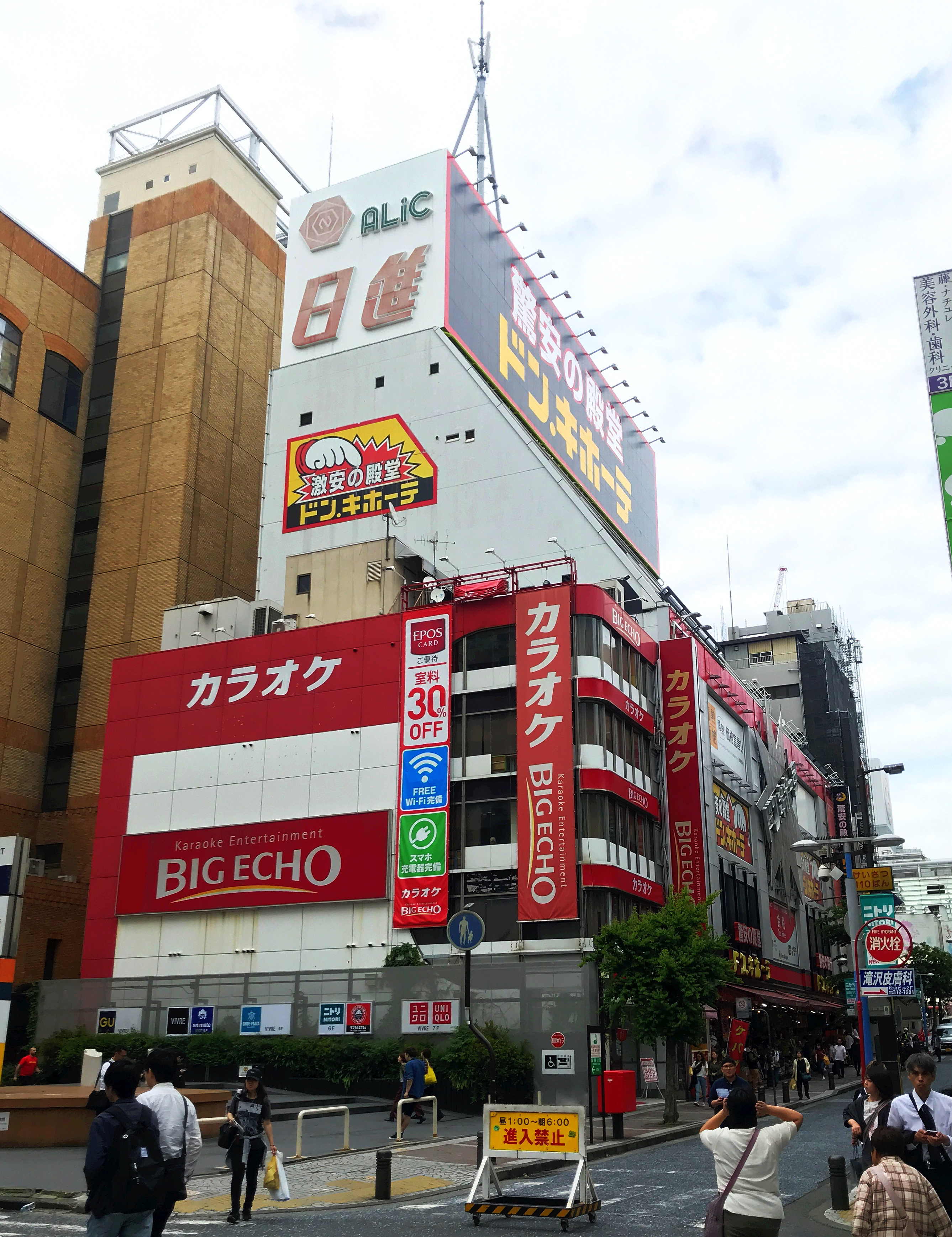
横浜駅西口本店（日進ビル、2019年5月撮影）
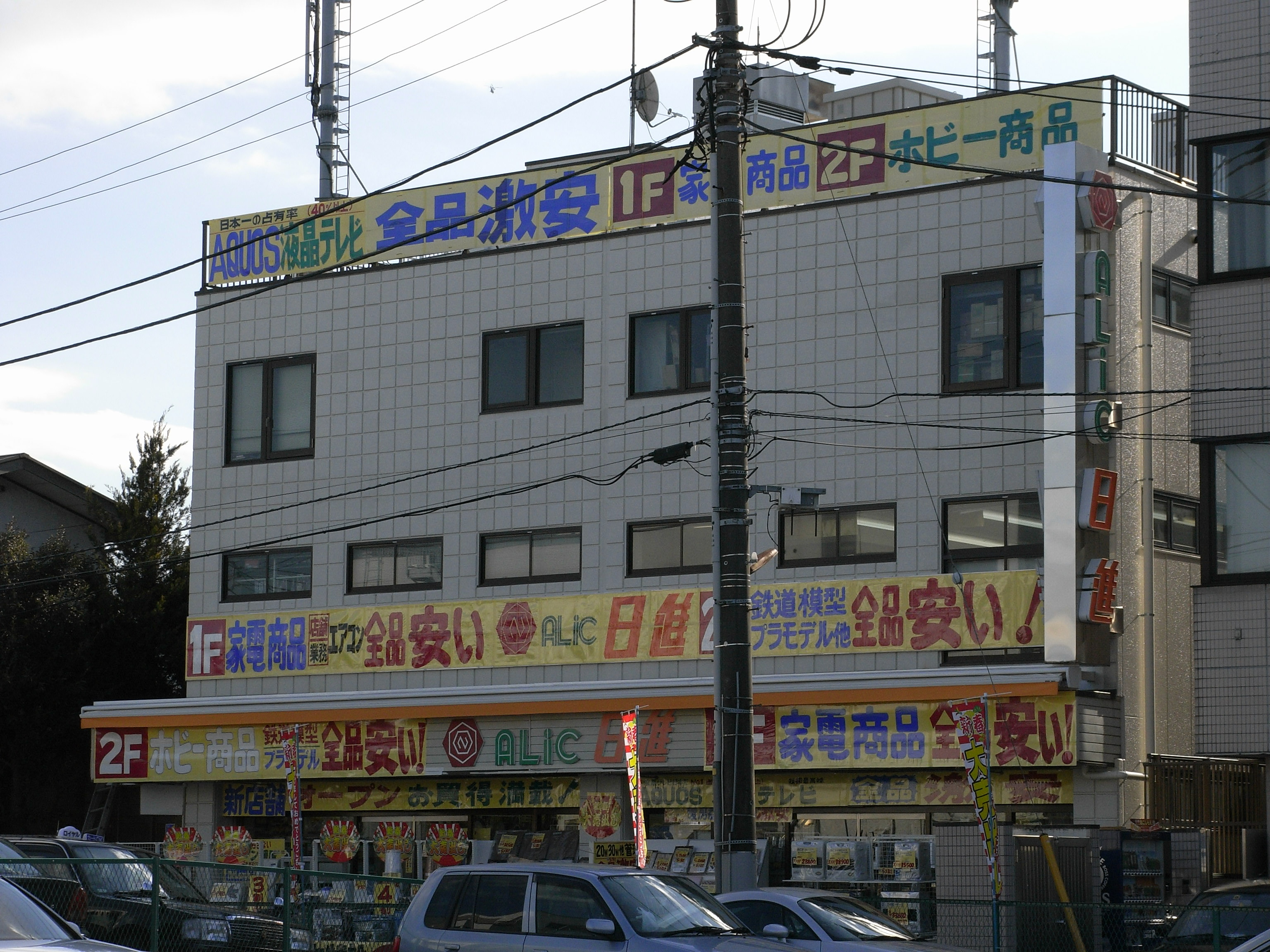
大船店

## 本店の特徴とテナントの変遷
日進の本店は、テレビコマーシャルで登場したり、タウンページの広告に見取図を掲載したりするなど、日進にとって象徴的存在であった。この項は当時の本店の特徴とテナントの変遷を記す。

### 試聴室
本店ビル3階オーディオフロア内には試聴室が設置され、メーカーによるイベントも開催されていた。

### ホビーショップ
本店ビル地下1階はホビー売場となっており、鉄道模型、ラジコン、プラモデルを取り扱っていた。天井から吊り下げられ、売場を周回する線路上を模型の汽車が汽笛を鳴らしながら走り、買物客を楽しませていた。
地下1階から4階がコムサストア横浜になった後も、5階はホビー専門店「HOBBY MUSEUM ALiC」として残った。同店のリニューアルオープンに際しては、これまで鉄道模型になじみのない層を取り込むべく、他のフロア同様にアパレルデザイナーが内装デザインに携わるという過去に例のない取り組みが行われた。3坪の広さを誇る大規模なNゲージのレイアウトを囲むように売り場が展開され、日本形Nゲージを中心に天賞堂の16番ゲージなども扱う本格的な店舗でありPOSレジも導入されたが、コムサストア閉店の後2003年2月に閉店した。

### それいゆ
本店ビル5階の道路側（パルナード）には日進直営のレストラン「それいゆ」があり、本店従業員の食堂としても機能していたが本店と同時に閉店。

### 本店ビルテナントの変遷
経営不振により横浜西口本店を閉店した後、同地はコムサストア、ヨドバシカメラを経て、現在はドン・キホーテ横浜西口店となっている。
旧本店ビルは2018年現在も日進が所有しており、ビルの名称が「ALiC日進ビル」となっている。屋上看板のうち正面はドン・キホーテだが、旧ダイエー横浜西口店側は「ALiC日進」のままになっている。

## 広告展開

### ラジオ
1980年代から1990年代にはFMヨコハマを中心にラジオコマーシャルを行っていた。同時期にはエル商会のコマーシャルもよく聴くことができた。1990年代後半までTBSラジオ、ニッポン放送でもスポットCMを出稿していた。

### テレビ
1986年からテレビコマーシャル放送開始。同内容が1990年代初頭までフジテレビやテレビ神奈川で流れていた他、徹子の部屋（テレビ朝日・関東ローカル、1998年6月 - 9月のみ）のスポンサーとなっていた時期もあった。
- 初代 - アリック日進のテーマソングをバックに、「アリック日進の本分は」「勿論、爆安!」と男性社員と、2人の男女社員が受け答えし、店内の風景を映した後、社員と子供達が最後にバンザイして締めくくる、という流れ。
- 2代目 - アリック日進のテーマソングをバックに、「アリック日進の本分は」「勿論、爆安!」と女性社員と、大勢の男女社員が受け答えし、店内の風景を映した後、横浜駅西口本店の外観を下から上に映して締めくくる、という流れ。テーマソングは初代の物より音程が低かった。

## 家電リサイクル法による適正化勧告
家電リサイクル法では、客から不要となって引き取ったテレビや冷蔵庫などの家電品を製造業者に引き渡すように定められているが、日進では廃棄物業者や輸出業者等に料金を支払って引き取らせていたとして、2002年2月15日、経済産業省と環境省から適正化勧告を受けた。